# 杜和平
杜和平（1963年6月—），男，四川苍溪人，中华人民共和国政治人物。大学学历，高级管理人员工商管理硕士，经济师。

## 生平
1980年9月到1984年7月在西南师范学院政治系政治专业学习。1984年7月参加工作，任四川省重庆市轻工业学校教师。1988年8月到1989年10月四川省綦江县委政策研究室干部。1989年10月任四川省重庆市政府政策研究室干部。1991年5月加入中国共产党。1992年6月任四川省重庆市政府对外开放办公室干部。1993年10月四川省重庆市政府办公厅第六秘书处主任科员；1995年2月开始四川省重庆市政府办公厅第六秘书处副处长，并负责1997年重庆直辖交接工作；2002年12月到2008年9月在忠县工作，先后任重庆市忠县县委副书记、副县长、代县长,县长，县委书记等职务。
2008年9月到2013年11月在重庆市委组织部工作，先后任副部长，常务副部长等职。
2013年11月开始担任重庆市江北区区委书记。
2017年5月获任中共重庆市委常委，次月接替王显刚转任中共重庆市万州区区委书记。2018年1月，转任中共黑龙江省委常委、统战部长，并当选为黑龙江人大代表。2019年11月，调任四川省政协党组成员。2020年5月，当选四川省政协副主席。